# 小鳔高原鳅
小鳔高原鳅（学名：Triplophysa microphysa）为輻鰭魚綱鲤形目鳅科高原鳅属的鱼类，是中国的特有物种。分布于阿克苏河等。该物种的模式产地在阿克苏河。

## 扩展阅读
維基物種上的相關：小鳔高原鳅